# اکتبر ۲۰۱۰
اکتبر ۲۰۱۰ یکی از ماه‌های ۲۰۱۰ (میلادی) است.

## ۱ اکتبر۲۰۱۰
- (برای این روز رویدادی ثبت نشده‌است).

## ۲ اکتبر۲۰۱۰
- (برای این روز رویدادی ثبت نشده‌است).